# Movimiento por el Humanismo Social
El Movimiento por el Humanismo Social (Dviženie za Socialen Humanizum) es un partido político progresista de Bulgaria. Forma parte de la Coalición por Bulgaria, una alianza liderada por el Partido Socialista Búlgaro. Dicha coalición obtuvo el 17,1% de los votos en las elecciones de 2001, corespondiéndole 48 de las 240 bancas de la Asamblea Nacional. En las últimas elecciones legislativas, realizadas el 25 de junio de 2005, la coalición recibió el respaldo del 33,98% del electorado y alcanzó 82 escaños parlamentarios.
- Datos: Q1268539